# Juan Crisóstomo Arriaga
Juan Crisóstomo Jacobo Antonio de Arriaga y Balzola (ur. 27 stycznia 1806 w Bilbao, zm. 17 stycznia 1826 w Paryżu) – hiszpański kompozytor nazywany hiszpańskim Mozartem, ponieważ podobnie jak Mozart był cudownym dzieckiem i zmarł bardzo młodo. Obaj mieli na pierwsze i drugie imię tak samo (Jan Chryzostom) i dzień urodzenia – 27 stycznia.

## Życiorys
Juan Crisóstomo Arriaga urodził się w Bilbao, w prowincji Vizcaya, równo pięćdziesiąt lat po narodzinach Mozarta. Pierwszymi jego nauczycielami byli jego ojciec (Juan Simón de Arriaga) i starszy brat. Juan Simón miał duży talent muzyczny i już w wieku siedemnastu lat był organistą w Berriatui. Pracował w Guernice, a w 1802 przeniósł się do Bilbao i został kupcem wełny, ryżu, wosku, kawy i innych towarów. Przychody generowane w ten sposób skłoniły Juana Simóna do pomyślenia o rozwoju kariery swojego syna.
We wrześniu 1822 ojciec Arriagi, nakłoniony przez kompozytora José Sobejano y Ayala (1791 – 1857) wysłał Juana Crisóstomo do Paryża, gdzie w listopadzie tego roku rozpoczął naukę. Wśród nich były: lekcje gry na skrzypcach z Pierre’em Baillotem, kontrapunkt z Luigim Cherubinim i harmonia pod kierunkiem François Josepha Fétisa w Konserwatorium Paryskim. Arriaga zrobił dobre wrażenie na swoich nauczycielach. Cherubini, dyrektor konserwatorium od poprzedniego roku, będąc na przesłuchaniu nowego dzieła kompozytora – Stabat Mater, zapytał „Kto to napisał?” – na to odezwał się Arriaga. Dyrektor powiedział „Niesamowite! Jesteś muzyką samą w sobie”.
Arriaga wkrótce stał się asystentem nauczyciela na zajęciach Fétisa i swoim talentem także stał się zauważalny dla wykładowców, jak i innych studentów Konserwatorium. Cherubini uznał ośmiogłosową fugę Arriaga opartą na Credo Et Vitam Venturi za „arcydzieło”, Fétis był nie mniej wylewny. Zrobił wrażenie na wszystkich swoich opiekunach stosując zaawansowane harmonie, kontrapunkty itp. techniki bez ich nauczenia. Fétis zapoznawszy się z obecnie zaginioną operą Los Esclavos Felices („Szczęśliwi Niewolnicy”) stwierdził: „Arriaga, nie znając zasad harmonii, napisał hiszpańską operę pełną ciekawych i oryginalnych pomysłów”. Przez 4 lata spędzone w Konserwatorium ojciec miał dobre stosunki z Arriagą, lecz zaangażowanie Arriagi w studia w Konserwatorium i jego popularność wzrosła, z powodu komplementów i obietnic nauczycieli, do tego stopnia, że mogła mieć wpływ na jego zdrowie. Juan de Arriaga Crisóstomo zmarł w Paryżu na dziesięć dni przed skończeniem 20 lat na dolegliwości płuc (prawdopodobnie gruźlicę lub po prostu z wyczerpania). Został pochowany w nieoznaczonym grobie na Cimetière du Nord w Montmartre.

## Muzyka
Utworów Arriaga, które przetrwały do dzisiaj jest niewiele, po części z powodu jego przedwczesnej śmierci, m.in.:
- Opera: Arriaga napisał operę Los esclavos felices (Szczęśliwi Niewolnicy) w roku 1820, kiedy miał 13 lat. Została napisana w Bilbao, przetrwały tylko Uwertura i niektóre fragmenty.
- Symfonia: Arriaga skomponował symfonię w tonacji D (Sinfonía a gran orquesta). Nie wiadomo jednak, czy D-dur, czy d-moll, ze względu na to, że używa ich naprzemiennie.
- Kwartety smyczkowe: Arriaga w wieku 16 lat napisał trzy kwartety smyczkowe, opublikowane w 1824. Były to jedyne dzieła które zostały opublikowane za jego życia.
- Inne dzieła: Arriaga napisał również inne dzieła:
- Oktet Nada y Mucho
  - Muzyka kościelna: Msza (zaginiona), Stabat Mater, Salve Regina, Et vitam venturi saeculi (zaginione) i kantaty kościelne.
  - Muzyka instrumentalna: nonet, Tres Estudios de Caracter przeznaczone na fortepian, La Hungara na skrzypce i fortepian oraz Wariacje na kwartet smyczkowy.

## Styl muzyczny
Muzyka Arriagi jest „elegancka, utalentowana i wyróżnająca się szczególneym, harmonicznym ciepłem”. Bez wątpienia jego największym dziełem są trzy kwartety smyczkowe, które (podobnie jak kwartety jego poprzedników: D. Scarlattiego, A. Solera, L. Boccheriniego) zawierają etniczne elementy rytmiczne i melodyczne zwłaszcza w finałowej, „galopującej” części kwartetu No.1 i drugiej i wolnej części drugiej kwartetu No.2 (połączenie wolnych motywów z Wariacji D-dur K. 464 Mozarta i Beethovena Op.18 No.5). Styl Arriagi jest na pograniczu późnego klasycyzmu Mozarta i wczesnego romantyzmu Beethovena.

## Znaczenie

Teatr publiczny im. Juana Crisóstomo Arriagi w jego rodzinnym mieście Bilbao.

Według The New Grove Dictionary of Music and Musicians „śmierć Arriagi przed osiągnięciem 20. roku życia była wielką stratą dla baskijskiej muzyki”. Po jego śmierci jedynym wiarygodnym źródłem biograficznym były niektóre sprawozdania Fétisa. Dane o kompozytorze wciąż są rzadkością, ale w 1989 Uniwersytet w Nevadzie opublikował biografię Arriagi w języku angielskim z dołączoną listą dzieł na temat kompozytora. W 2006 roku, na cześć 200 rocznicy urodzin Arriagi, hiszpański magazyn muzyczny Scherzo opublikował serię artykułów o kompozytorze z zaktualizowanymi bibliografiami. Według prac z uniwersytetu w Nevadzie „w kompozycjach Arriagi można usłyszeć fragmenty Mozarta, Haydna, Beethovena i Rossiniego, choć czasami kompozycje nie osiąga złożoności tych dojrzalszych dzieł kompozytorów. Niemniej Arriaga ma rozpoznawalny i oryginalny styl, który z czasem stałby się jeszcze bardziej indywidualny i rozpoznawalny, prawdopodobnie zawierający więcej hiszpańskich i baskijskich niż tych wiedeńskich elementów muzycznych.
Jego imieniem został nazwany teatr publiczny w rodzinnym mieście Bilbao.